# Kraftdreikampf

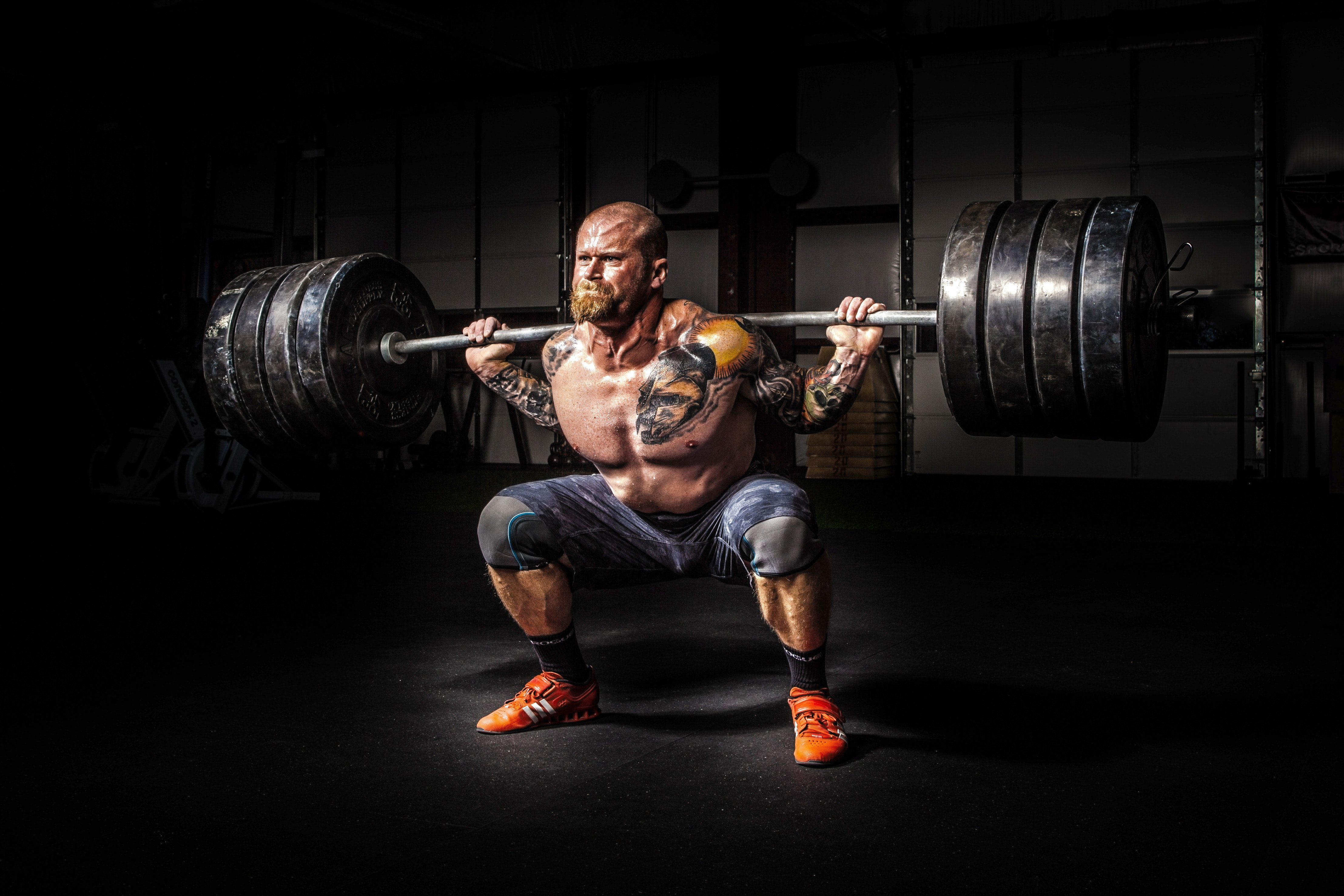
Kniebeugen (Squat)

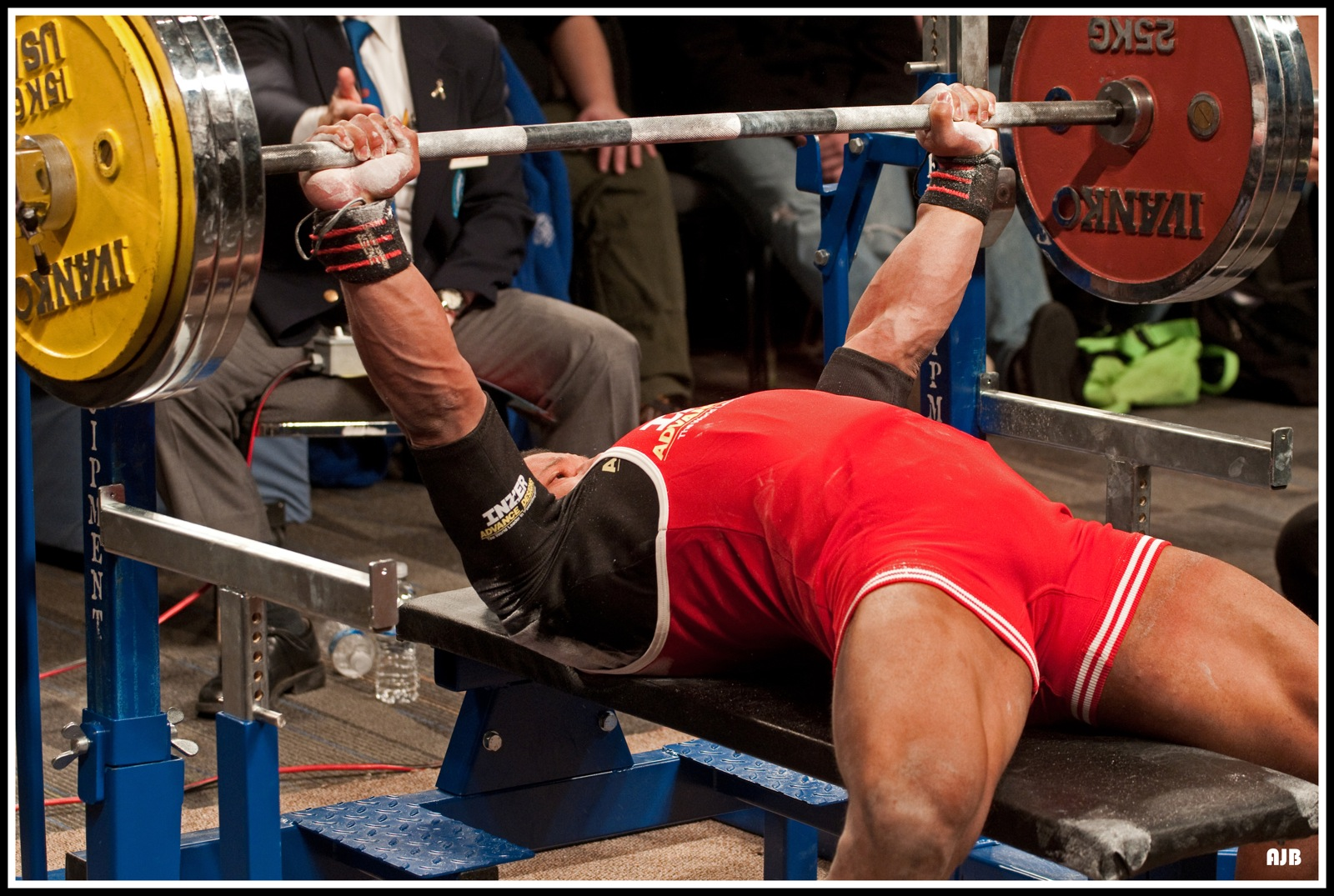
Bankdrücken (Bench press)

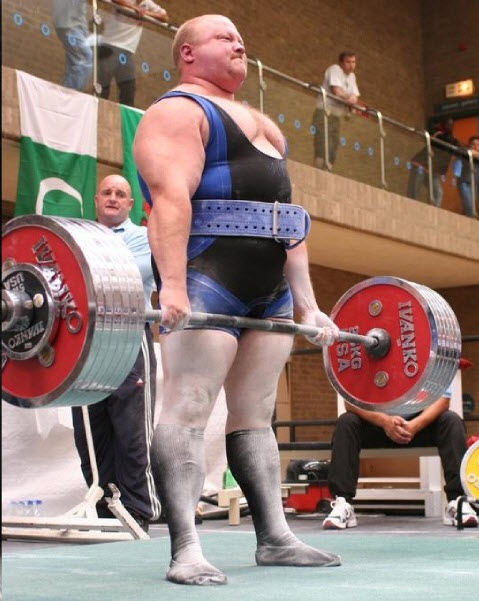
Kreuzheben (Deadlift)

Der Kraftdreikampf, international Powerlifting genannt, ist eine Wettkampfsportart der Schwerathletik und setzt sich aus den drei Disziplinen Kniebeugen, Bankdrücken und Kreuzheben (offizielle Reihenfolge) zusammen.
Vergleichbar ist der Kraftdreikampf am ehesten mit dem olympischen Zweikampf beim Gewichtheben, bestehend aus Reißen und Stoßen. So ist auch im Kraftdreikampf das Ziel, größtmögliche Gewichte zu stemmen. Obwohl gute Technik sehr wichtig ist und dieser im Training große Aufmerksamkeit gilt, zählt bei der Punktevergabe im Wettkampf nur die umgesetzte Höhe des Gewichts.

## Geschichte des Kraftdreikampfes
Kniebeugen, Bankdrücken und Kreuzheben zählen zu elementaren Übungen des Kraftsports und dienten bereits in dessen frühester Geschichte auch dem Muskelkraftvergleich zwischen den Athleten. Individuelle Wettkämpfe in einzelnen Disziplinen des späteren Kraftdreikampfes gewannen in Deutschland vor allem Dank Harry Gelbfarb ab 1956 zunehmend an Popularität. 1962 wurden sodann unter Schirmherrschaft des Deutschen Bodybuilding- und Kraftsportverbandes (DBKV) die ersten Deutschen Meisterschaften im Kraftdreikampf abgehalten, bei denen jedoch statt dem Kreuzheben noch Bizepsübungen umgesetzt wurden.
Mit der Gründung der International Powerlifting Federation (IPF) in den Vereinigten Staaten wurden 1971 die Regeln für den Kraftdreikampf erstmals verbindlich definiert und eine offizielle Reihenfolge für die bis heute geltenden Disziplinen festgelegt. 1973 schlossen sich auch europäische Länder der IPF an, was 1978 schließlich die Gründung der European Powerlifting Federation (EPF) zur Folge hatte.
Stellvertretend für Deutschland trat bereits ab 1976 der Bayerische Gewichtheberverband (BGV) unter Federführung von Manfred Burkhardt mit Athleten bei internationalen Kraftdreikampfwettbewerben an. Die erste deutsche Teilnahme bei den Weltmeisterschaften im Kraftdreikampf erfolgte 1979. Die erste Medaille holte für Deutschland wiederum 1980 bei den Europameisterschaften Günther Icks. Die ersten Weltrekorde für Deutschland errang im selben Jahr allerdings Rebecca Waibler-Kuttner, die vor allem im Bankdrücken während ihrer aktiven Zeit ungeschlagen bleiben sollte, schließlich mehrfache Weltmeisterin wurde und sich zur Vorreiterin des Frauenkraftdreikampfes entwickelte.
1982 erfolgte die offizielle Eingliederung des Kraftdreikampfes in den Bundesverband Deutscher Gewichtheber (BVDG), im Jahr darauf wurde mit Heinz Vierthaler der erste Deutsche zum Präsidenten der IPF gewählt. Zur gleichen Zeit wurde 1983 in Österreich in Form des Österreichischen Verbandes für Kraftdreikampf (ÖVK) der erste unabhängige Kraftdreikampfverband im deutschsprachigen Raum gegründet. 1984 wurde unter Leitung von Karl Greiner außerdem die erste Bundesliga im Kraftdreikampf ins Leben gerufen.
Im Zuge einer Umstrukturierung der Schwerathletik in Deutschland kam es 2000 zur Loslösung des Kraftdreikampfes aus dem BVDG und zur Gründung des Bundesverbandes Deutscher Kraftdreikämpfer (BVDK), dem heute größten deutschsprachigen Kraftdreikampfverband mit über 200 aktiven Mitgliedsvereinen.

## Organisationsstruktur
Der Bundesverband Deutscher Kraftdreikämpfer (BVDK) mit Sitz in Dresden ist die deutsche Dachorganisation, die dem Deutschen Olympischen Sportbund (DOSB) angehört, in Österreich ist es der Österreichische Verband für Kraftdreikampf (ÖVK) mit Sitz in Innsbruck. Hierneben existieren weitere kleinere Regionalverbände.
Die internationale Dachorganisation im Kraftdreikampf ist die International Powerlifting Federation (IPF) mit Sitz in Luxemburg.
Im Gegensatz zum Gewichtheben ist der Kraftdreikampf keine olympische Disziplin, jedoch ist das Bankdrücken paralympisch. Als Alternative für eine Vielzahl von Sportarten, die nicht Teil der Olympischen Spiele sind, haben sich die ebenfalls in einem Vier-Jahres-Rhythmus stattfindenden World Games etabliert, zu deren Programm auch der Kraftdreikampf gehört, allerdings mit veränderten Gewichtsklassen. Darüber hinaus erfolgt die Ermittlung der Platzierungen bei den World Games anhand der erzielten Relativpunkte.
Weiterhin gibt es verschiedene Landes-, Europa- und Weltmeisterschaften im Kraftdreikampf. Zudem existieren in Deutschland und Österreich mehrere nationale und regionale Ligen und Wettbewerbe.

## Kraftdreikampf im Wettkampf
Die Wettkampfteilnehmer werden in Alters- und Gewichtsklassen eingeteilt. In jeder Disziplin sind ihnen jeweils drei Versuche gestattet.
In der Vergangenheit konnte ein zusätzlicher vierter Versuch in Ausnahmefällen genehmigt werden, wenn es dabei um die Aufstellung eines neuen Rekordes ging. Die im vierten Versuch erbrachte Leistung ging jedoch nicht in die Wettkampfwertung ein. 2007 wurde der vierte Versuch gänzlich abgeschafft, um eine schnellere Durchführung des Wettkampfes zu ermöglichen.

### Altersklassen
Es gibt folgende Altersklassen: Jugend (14–18 Jahre), Junioren (19–23 Jahre), Aktive (24–39 Jahre), Masters (ab 40 Jahre Masters I, ab 50 Jahre Masters II, ab 60 Jahre Masters III, ab 70 Jahre Masters IV).
Im BVDK wird seit 2010 die Altersklasse der Jugendlichen zusätzlich noch in die B-Jugend (14–15 Jahre) und die A-Jugend (16–18 Jahre) unterteilt. Der B-Jugend ist die Nutzung von unterstützendem Equipment (siehe unten) bei Wettkämpfen nicht gestattet. Lediglich Hebergürtel sowie Handgelenkbandagen und Kniestulpen als Schutz vor Verletzungen der in diesem Alter noch im Wachstum befindlichen Wirbelsäule und Gelenke sind erlaubt.

### Gewichtsklassen
Es gab bis Ende 2010 folgende Gewichtsklassen bei der IPF:
Frauen –48 kg, –52 kg, –56 kg, –60 kg, –67,5 kg, –75 kg, –82,5 kg, –90 kg, +90 kg
Männer –56 kg, –60 kg, –67,5 kg, –75 kg, –82,5 kg, –90 kg, –100 kg, –110 kg, –125 kg, +125 kg
Für die Altersklassen der Jugend und der Junioren existieren des Weiteren auch die Gewichtsklassen –44 kg (Frauen) und –52 kg (Männer), die 2007 für die anderen Altersklassen auf Grund der mangelnden Besetzung bei Wettkämpfen abgeschafft wurden.
Seit 2021 gelten folgende Gewichtsklassen:
Frauen bis 43 kg nur Jugend und Junioren, –47 kg, –52 kg,–57 kg, – 63 kg, –69 kg,–76 kg, –84 kg, 84+ 
Männer bis 53 kg nur Jugend und Junioren, –59 kg, –66 kg, –74 kg, –83 kg, –93 kg, –105 kg, –120 kg, 120+ kg
Zudem wurden neue Weltrekordstandards für jede Gewichtsklasse eingeführt.
Die Ausführung der einzelnen Übungen unterliegt einem strengen Reglement. Pro Disziplin hat jeder Athlet drei Versuche, bei denen ein möglichst hohes Gewicht bewältigt werden muss. Bereitet ein Athlet seinen Versuch vor, können die Scheibenstecker diesem beim Herausheben der Hantel aus den Ständern helfen. Ebenso können sie helfen, die Hantel nach dem Versuch wieder in die Ständer zurückzulegen. Zudem sichern sie den Athleten. Sie sind für das Beladen und Entladen der Hantel verantwortlich und reinigen die Hantelstange oder die Wettkampfplattform nach Aufforderung durch den Hauptkampfrichter. Von einem Versuch zum nächsten darf das Gewicht nur erhöht bzw. unverändert gelassen werden, nicht aber verringert werden. Die jeweils besten Versuche in allen Disziplinen werden addiert und als Gesamtgewicht notiert. Der Athlet mit dem höchsten Gesamtgewicht (auch Total genannt) einer Gewichtsklasse gewinnt die Klasse. Bewältigen zwei oder mehr Athleten dasselbe Gesamtgewicht, so entscheidet das beim Wiegen vor dem Wettkampf ermittelte Körpergewicht über die Platzierung: Der Sportler mit dem niedrigeren Körpergewicht wird in der Wertung vor dem schwereren Athleten platziert. Wird zusätzlich ein Gesamtsieger gekürt, so erfolgt die Kür auf Basis der Relativpunktewertung, also der Leistung in Relation zum Körpergewicht nach Wilks, seit 2020 jedoch nach DOTS.
Für die Bewertung der Übungen sind drei Kampfrichter, ein Hauptkampfrichter und zwei Seitenkampfrichter, um die Wettkampfplattform angeordnet. Der Hauptkampfrichter ist unter anderem für die Kommandos ("Beugen"/"Ablegen", "Start"/"Press"/"Ablegen", "Ab") zuständig. Eine Nichtbeachtung dieser Kommandos führt dazu, dass ein Versuch ungültig gewertet wird.

#### Relativpunkte nach Wilks
Die Wilks-Formel, nach dem Australier Robert Wilks, bewertet die Leistung des Athleten in Abhängigkeit seines Körpergewichts und Geschlechts, aber ohne Altersberücksichtigung. Sieger ist derjenige, der die höchste Punktzahl erreicht. Die Punktzahl ist gleich dem Produkt aus Gewicht und dem Wilks-Koeffizienten.
Das Gewicht ist die bewegte Last im Wettkampf, der Wilks-Koeffizient ergibt sich aus der sogenannten Wilks-Tabelle, welche eine Auflistung von Koeffizienten für unterschiedliche Körpergewichte (ab 40,0 kg in Stufen von 100 Gramm) ist. Männer und Frauen haben unterschiedliche Wilks-Koeffizienten. Die IPF veröffentlicht Wilks-Koeffizienten für Körpergewichte ab 40,0 kg bis 150,9 kg bei den Frauen und bis 205,9 kg bei den Männern. Der BVDK hat in seinen 'Technischen Regeln im Kraftdreikampf gemäß IPF' (gültig ab Juni 2011), im Kapitel '12.5 Die Wilks-Punkte' diese Wilks-Koeffizienten übernommen, dort sind sie als 'Punktfaktoren' bezeichnet. Danach gilt: „Die Tabelle ist in zehntel Kilogramm Schritten aufgebaut, so muss unter Umständen interpoliert (gemittelt) werden.“ Ab 2020 werden die Wilks Punkte für Mannschaftswettkämpfe durch die DOTS-Relativwertung abgelöst.

## Doping
Maximale Muskelkraftleistungen lassen sich durch die Verwendung von anabolen Steroiden beeinflussen. Während der BVDK Dopingkontrollen der Nationalen Anti-Doping Agentur (NADA) und des DOSB praktiziert, lehnt der mit der IPF konkurrierende World Powerlifting Congress (WPC) Dopingkontrollen im Berufssportteil des Kraftdreikampfes ab, praktiziert diese aber im Amateursport. Da es weder im Zirkus noch beim Wrestling (oder in anderen Berufen) Dopingkontrollen gibt, fordert der WPC für den Berufssport, auf diese zu verzichten. Der WPC war 2014 in 51 Ländern vertreten, darunter Deutschland, Österreich und die Schweiz.

## Varianten, Ausrüstung und Hilfsmittel
Zwei Formen des Kraftdreikampfes werden unterschieden:
Kraftdreikampf mit unterstützender Ausrüstung (Equipment)
Das Equipment besteht aus den folgenden Komponenten (eine maximale Leistungssteigerung durch die Ausrüstung zu bestimmen ist sehr schwierig, da dies für jeden Athleten individuell ist und vom Hersteller, richtiger Größe, angepasster Technik etc. abhängt):
- Beugeanzug
- Bankdrückhemd
- Kniebandagen
- Kreuzhebeanzug
- Monolift

Diese Variante ist in den USA viel stärker verbreitet als außerhalb. Neben der Maximalkraft kommt es für Spitzenleistungen auf gute Ausnutzung der unterstützenden Ausrüstung an, was nicht alle Athleten gleich gut beherrschen. Die Vergleichbarkeit der Leistungen ist dadurch erschwert, dass viele verschiedene Verbände – vor allem in den USA – eigene, voneinander abweichende Ausrüstungsregeln haben; diese können sogar Vorschriften darüber enthalten, wer die Ausrüstung hergestellt hat ("Fabrikatsbindung"). 
Powerlifting ohne unterstützendes Equipment – Raw Powerlifting
Bei dieser Variante sind als Ausrüstung nur ein Gürtel, Handgelenks- und Kniestulpen (oder Bandagen, je nach Verband) erlaubt.
Prinzipiell sind alle Varianten und deren Regelungen bezüglich erlaubter und verbotener Techniken und der Ausrüstung und Hilfsmaterialien (z. B. Zughilfen) verbandsabhängig in Regelbüchern behandelt und bei Verbands-Wettkämpfen obligatorisch, ansonsten kann der Veranstalter eines Wettbewerbs in seiner Ausschreibung Regeln festlegen.

## Inklusion

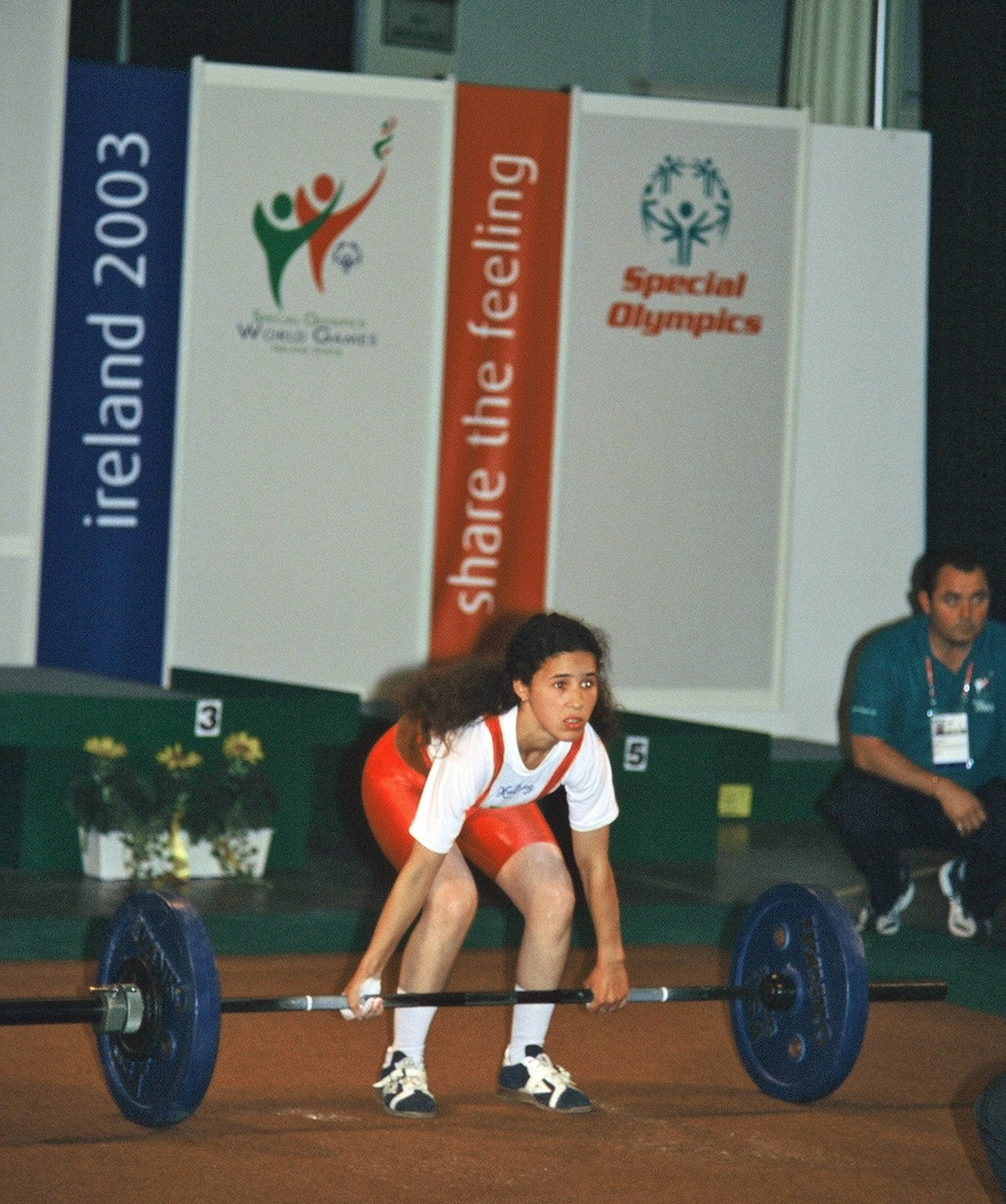
Gewichtheben der Frauen bei den Special Olympics World Summer Games in Dublin, 2003

Kraftdreikampf (Special Olympics) ist eine Sportart, die auf den Regeln des Kraftdreikampfs beruht und in Wettbewerben und Trainingseinheiten der Organisation Special Olympics weltweit für geistig und mehrfach behinderte Menschen angeboten wird. Kraftdreikampf ist seit 1983 bei Special Olympics World Games mit den Disziplinen Kniebeugen, Bankdrücken und Kreuzheben vertreten.

## Weltrekorde

### Frauen
Frauen mit Equipment nach IPF Standards.
| Disziplin                               | Athletin                      | Gewicht            | Jahr |
| --------------------------------------- | ----------------------------- | ------------------ | ---- |
| Kniebeugen (Squat)                      | Brown Bonica (USA)            | 322,5 kg (711 lbs) | 2022 |
| Bankdrücken (Bench press) (single lift) | Hugdal Hildeborg (Norwegen)   | 238 kg (525 lbs)   | 2024 |
| Bankdrücken (Bench press)               | Hugdal Hildeborg (Norwegen)   | 230 kg (507 lbs)   | 2022 |
| Kreuzheben (Deadlift)                   | Gemaletdinova Olga (Russland) | 270,5 kg (596 lbs) | 2013 |

Frauen ohne Equipment nach IPF Standards.
| Disziplin                               | Athletin                    | Gewicht            | Jahr |
| --------------------------------------- | --------------------------- | ------------------ | ---- |
| Kniebeugen (Squat)                      | Muluh Sonita Kyen (Belgien) | 318 kg (701 lbs)   | 2025 |
| Bankdrücken (Bench press) (single lift) | Jones Alexis (USA)          | 167 kg (368 lbs)   | 2024 |
| Bankdrücken (Bench press)               | Jones Alexis (USA)          | 167 kg (368 lbs)   | 2024 |
| Kreuzheben (Deadlift)                   | Schlater Brittany (Kanada)  | 273,5 kg (603 lbs) | 2025 |

### Männer
Männer mit Equipment nach IPF Standards.
| Disziplin                               | Athlet                     | Gewicht            | Jahr |
| --------------------------------------- | -------------------------- | ------------------ | ---- |
| Kniebeugen (Squat)                      | Sumner Blaine (USA)        | 505 kg (1113 lbs)  | 2017 |
| Bankdrücken (Bench press) (single lift) | Sumner Blaine (USA)        | 425,5 kg (938 lbs) | 2019 |
| Bankdrücken (Bench press)               | Sumner Blaine (USA)        | 425,5 kg (938 lbs) | 2019 |
| Kreuzheben (Deadlift)                   | Johannsson Julian (Island) | 405,5 kg (894 lbs) | 2019 |

Männer ohne Equipment nach IPF Standards.
| Disziplin                               | Athlet                       | Gewicht            | Jahr |
| --------------------------------------- | ---------------------------- | ------------------ | ---- |
| Kniebeugen (Squat)                      | Olivares Jesus (USA)         | 478 kg (1054 lbs)  | 2024 |
| Bankdrücken (Bench press) (single lift) | Davis Thomas (USA)           | 300 kg (661 lbs)   | 2019 |
| Bankdrücken (Bench press)               | Boughalem Ilyas (Algerien)   | 291,5 kg (643 lbs) | 2022 |
| Kreuzheben (Deadlift)                   | Samkharadze Temur (Georgien) | 411 kg (906 lbls)  | 2023 |